# Fort Jacatra

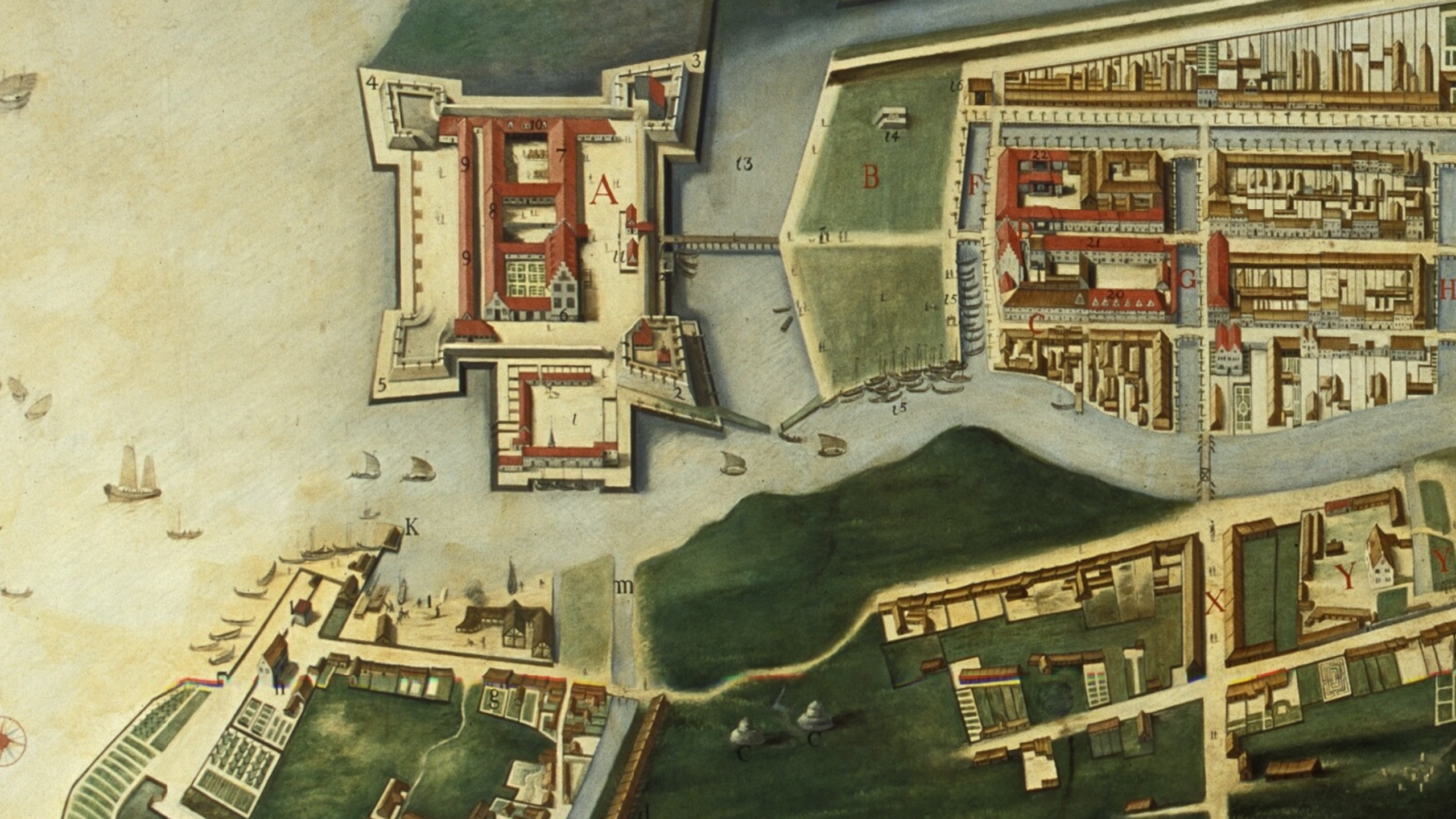
Fort Jacatra als aanbouw van Kasteel Batavia tussen de bastions Parel en Diamant.

Fort Jacatra was een klein fort van de VOC aan de rechteroever van de rivier de Ciliwung vlak bij de monding in de Javazee, bij het stadje Jacatra. Het werd gebouwd in 1618 door twee bestaande pakhuizen te versterken met muren en een kat. In 1619 doorstond het een beleg door de pangeran van Jacatra en een vloot uit Engeland. Het werd enkele jaren daarna verlaten voor het pal ernaast gebouwde Kasteel Batavia.

## Vestiging in Jacatra
Eind 1610 was door Jacques l'Hermite, hoofd van de VOC-factorij in het nabij gelegen Bantam, een contract afgesloten met pangeran Widjayakrama van Jacatra voor handelsrechten en de bouw van een onversterkte factorij tegen betaling van 1200 realen. Jacatra viel onder het sultanaat Bantam⁣, maar kon een eigen handelspolitiek voeren. Een jaar later werd er een eerste stenen pakhuis gebouwd met de naam Nassau, dat haaks op de Ciliwung stond. Jacatra was toen al een van de plekken die de VOC in gedachten had voor een bestuurlijk en commercieel centrum in Azië, hoewel de eerste daartoe aangestelde gouverneur-generaal Pieter Both de monding van de Ciliwung als haven ongeschikt vond vanwege de vele ondiepten, en daarom meestal in Ambon verbleef.

## Bouw

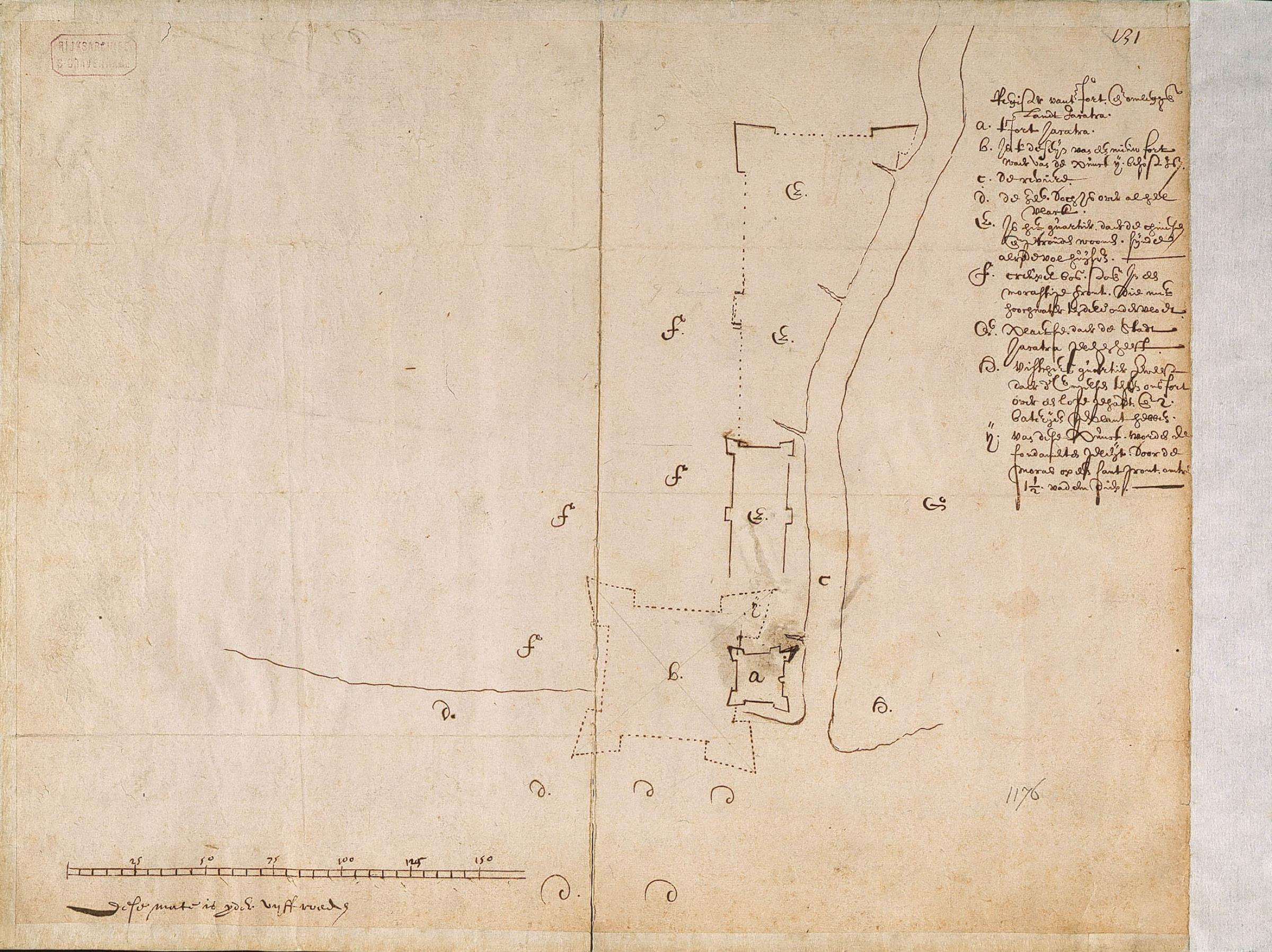
Tekening van Jan Pieterszoon Coen van Fort Jacatra en het voorgenomen Kasteel Batavia en andere verdedegingswerken voor de uitbreiding van Batavia langs de Ciliwung.

Toen Jan Pieterszoon Coen in 1617 gouverneur-generaal werd liet hij dat jaar in Jacatra een tweede pakhuis bouwen met de naam Mauritius, dat haaks op het pakhuis Nassau stond maar groter en steviger was. Na een overval op de VOC-factorij in Japara in augustus 1618 door een gouverneur van sultan Agung van Mataram vond Coen het in oktober geraden de factorij in Jacatra te versterken. Hij verzamelde extra soldaten, waaronder 50 man onder kapitein Elie Ripon. Hij liet een omheining van houten palissaden en bastions bouwen en liet de kleine open hoek tussen de pakhuizen aan de kant van de rivier afsluiten met een verhoogd bolwerk, een kat. Het was voornamelijk provisorisch, gemaakt van zand, hout en pakken textiel, maar toch ontstond zo een klein fort. Dat was in strijd met de gemaakte afspraken over een onversterkte factorij, dus verstrekte Coen aan pangeran Widjayakrama als tegenprestatie een gunstige lening van 1000 realen. Het lukte echter niet om hem daar mee te paaien. Ook hij liet muren bouwen om de kampong Jacatra, en aan beide zijden van de Ciliwung liet hij geschutstellingen plaatsen gericht op Fort Jacatra. Coen bracht toen geen bezoeken meer aan de kraton ondanks dat hij werd uitgenodigd, omdat hij het niet meer vertrouwde. De bevolking rond de factorij groeide intussen tot zo’n 400 personen. Buiten de muren begonnen zich Chinezen uit Bantam te vestigen.

## Beleg

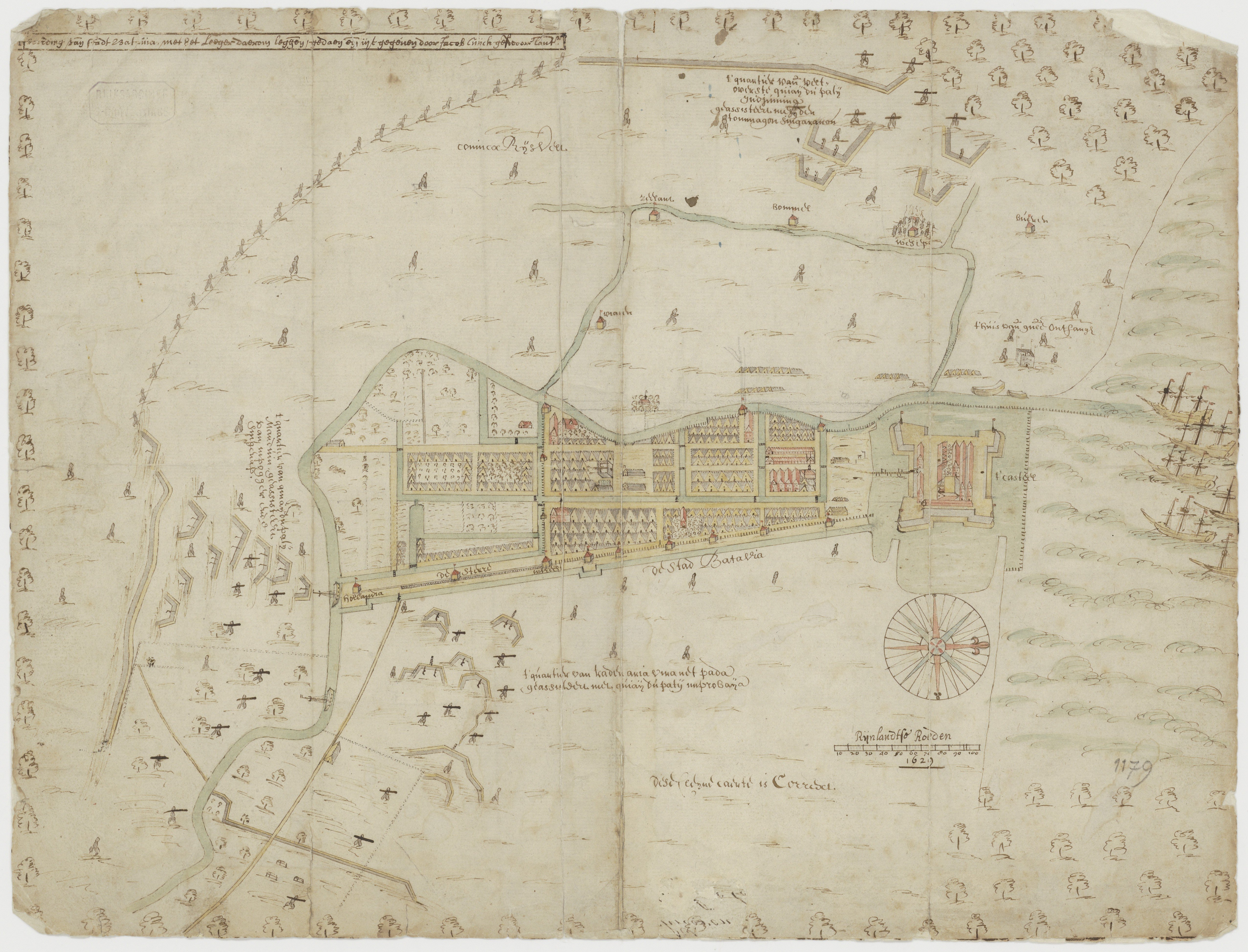
Kaart van het beleg van Batavia door Mataram in 1629. Fort Jacatra is niet meer getekend.

Eind 1618 bouwden de Engelse concurrenten, die de Nederlanders overal volgden, een factorij op de linkeroever van de rivier. In december verscheen ook een grote Engelse vloot van 15 zwaar bewapende schepen onder Thomas Dale, als reactie op het verdrijven door de VOC van Engelse kooplieden uit Ambon en Banda. Ze kaapten het schip de Zwarte Leeuw en namen de koopman Hendrik Janssen en zijn bemanning gevangen. Protesten van Coen haalden niets uit. Toen nog meer Engelse schepen verschenen wilden de leden van de Raad van Indië alle handelswaar op de schepen laden en vertrekken, maar Coen wilde Fort Jacatra verdedigen. Voor de kust vond begin januari een zeeslag plaats die echter onbeslist bleef. Coen vertrok daarop met zijn vloot naar Ambon om bij Laurens Reaal versterking te halen. De Jacatranen en de Engelsen belegerden intussen Fort Jacatra. Gezien de overmacht gaf het achtergebleven garnizoen onder leiding van Pieter van den Broecke het fort, de kas en de handelswaar op 30 januari over aan de belegeraars in ruil voor een vrije aftocht. Te voorbarig, want een leger uit Bantam kwam tussen beide. Widjayakrama werd in gevangenschap naar Bantam gevoerd en de Engelsen vertrokken in februari naar de Coromandelkust.

## Bevrijding

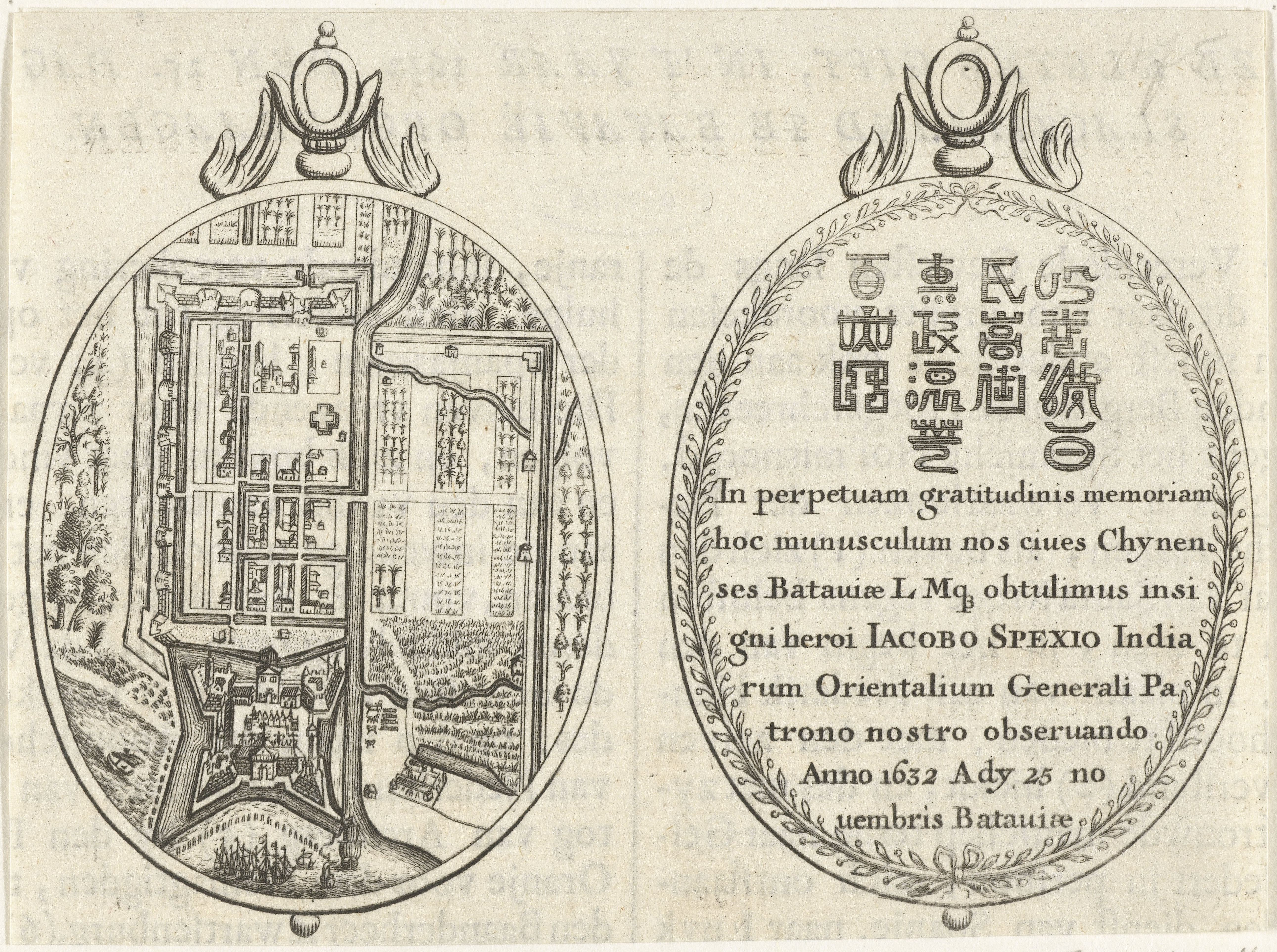
Plattegrond van Batavia op de penning aangeboden aan Jacques Specx in 1632. Ook hierop komt Fort Jacatra niet meer voor.

Toen Coen op 28 mei 1619 terugkwam landde hij met meer dan duizend man op de kust en veroverde Jacatra. De bevolking sloeg op de vlucht naar Bantam. De kraton werd gesloopt. ‘Die van Bantam deden eenige resistentie, maer soo haest ons volck in de stadt was, begaven haer op de loop. De stadt is geheel verbrant ende de voornaemste mueren sijn geraseert’, schreef Coen aan de Heren XVII.  Dat jaar werd begonnen met de bouw van Kasteel Batavia, vlak naast Fort Jacatra, met een oppervlak negen keer zo groot. De bouw duurde vele jaren, zodat het oude fort nog lang als een aanbouw van het nieuwe fungeerde.
Coen schreef op 31 juli 1621 dat Batavia, zoals de nederzetting inmiddels genoemd werd, tweeduizend inwoners had, Chinezen, Javanen en Nederlanders, en vroeg de Heren XVII om meer ‘eerlycke huysgesinnen’ te sturen om de stad te bevolken met vrije handelaren, ambachtslieden en landbouwers.

## Kasteel Batavia

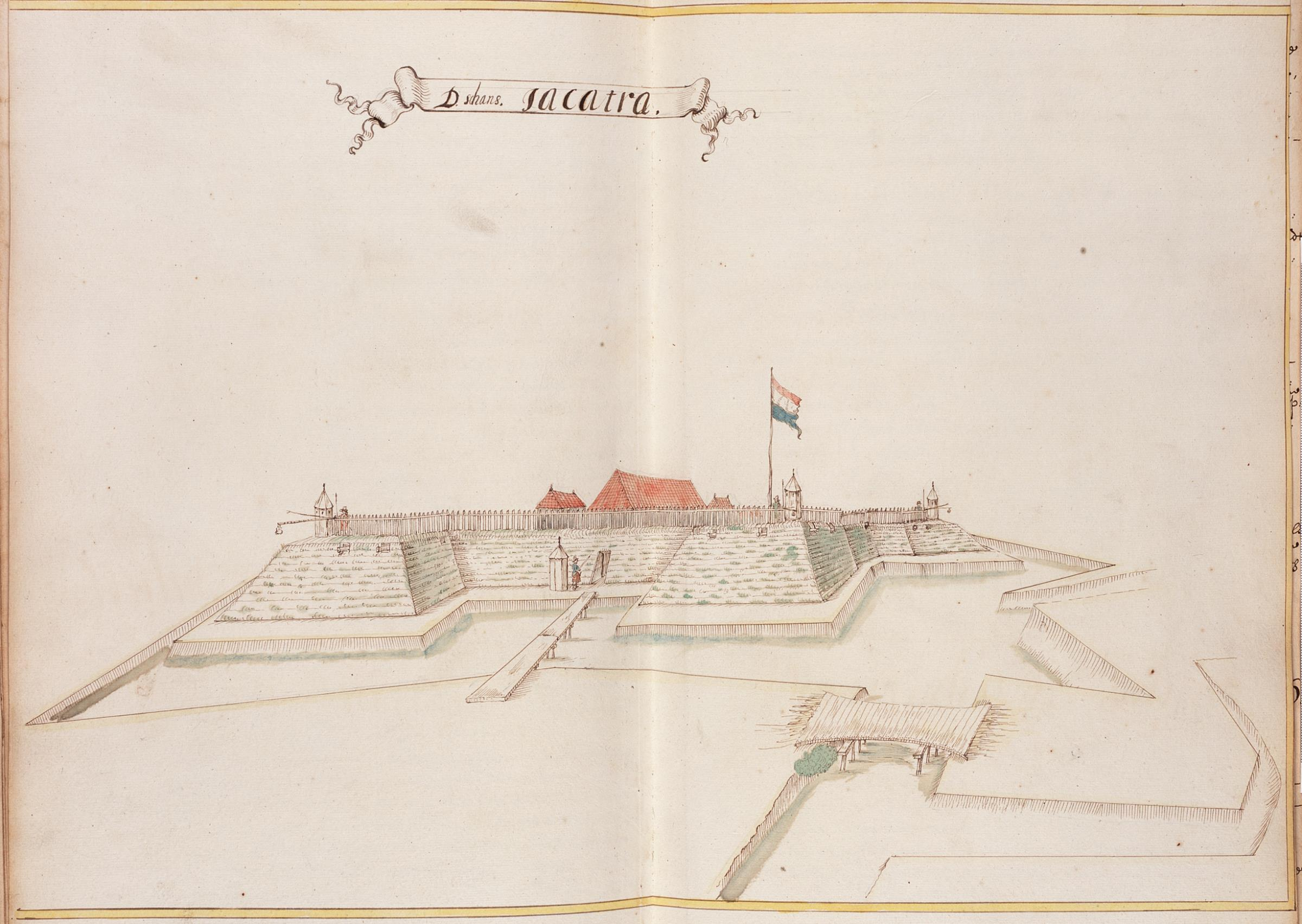
Het nieuwe fort Jacatra ten oosten van Batavia.

Na de eerste belegering van Batavia door sultan Agung van Mataram in 1627 werd Kasteel Batavia vergroot en versterkt. Fort Jacatra werd toen gesloopt. In de jaren dertig werden ook rond de groeiende stad Batavia muren en bastions gebouwd, waarbij de Chinese aannemer Jan Con een belangrijke rol speelde. Toen Batavia ook buiten die muren verder groeide werden later in de 17e eeuw meerdere fortjes gebouwd in een wijde ring om de stad. Zo werd in juli 1656 in de Raad van Indië besloten tot de bouw van een fortje, of schans, aan de oostelijke toegangsweg tot Batavia. Dit werd Fort Jacatra genoemd, ter herinnering aan het allereerste fort.